# Довспрунк
Довспрунк, також Довшпрунг  (помер між 1219 і 1238 роками) — князь литовський, старший брат Міндовга  .

## Життєпис
Згідно з литовськими хроніками XVI століття, Довспрунк мав бути наступником і сином Рингольда , литовського князя.
В українських історичних джерелах Довспрунк згадується лише один раз, у Галицько-Волинському літописі, у мирній угоді між Галицько-Волинським князівством та Литвою і Жемантією від 1219 року. В цій угоді сказано: 

"В 6723. Б(о)жиим повелением прислаша кнѧзі Литовські к великим кнѧзям Романовѣ Данилові і Василькові, миръ дающе. Бѧхоу же імена Литовськихъ кнѧзей: се старѣшеи Живинбуд · Давъѧтъ · Довспрунк · братъ его Міндовг · брать Довяловъ Вилгайло. а Жемойтійські : кнѧзь Ердивіл · Вікинт. а (з) Роушьковичів: Кинтибут · Вонибут · Бутовит · Вижѣикъ і с(и)н его Вишлій · Китеній · Пликосова. а се (з) Боулевичів: Вишимоут, егоже оуби Миндого тъ и женоу его поѧлъ и братью его побилъ · Едивила · Спроудѣика. А се кнѧзи из Дяволтви: Юдьки · Поукѣикъ · Бикши · Ликиикъ. Сі же всі міръ даша кн(я)зю Данилові і Василькові, і бѣ землѧ покойна."
Ймовірно, у той час Довспрунк також отримав вирішальний голос у староствах. З часом він втратив своє становище і його роль перейняв Міндовг, який у 1238 році розпочав політику централізації влади та об’єднання всієї Аукштайтії в один державний організм.
Довспрунк є єдиним відомим братом Міндовга. Його синами вважають племінників Міндовга — Ердівіла та Товтивіла.  
Як відомо, у боротьбі за розширення своєї влади Міндовг убивав своїх родичів. Після 1219 року Довспрунк не згадується в жодних історичних джерелах, тому деякі дослідники припускають, що він був убитий Міндовгом. Але теорію спростовує той факт, що імовірні сини Довспрунка все ще правили своїми землями у 1248 році  .
Ймовірно, Довспрунк помер до весни 1238 року, коли Данило Романович послав литовців на чолі з Міндовгом разом з Ізяславом Новогрудським воювати проти Конрада I Мазовецького.

## Генеалогічне дерево
|  |  | Рингольд (?) | Рингольд (?) |  |  |  |  |  |  | Н.Н. | Н.Н. |  |  |
|  |  |              |              |  |  |  |  |  |  |      |      |  |  |
|  |  |              |              |  |  |  |  |  |  |      |      |  |  |
|  |  |              |              |  |  |  |  |  |  |      |      |  |  |

|  |  |             |             | Довспрунк |  |              |              |  |  |
|  |  |             |             |           |  |              |              |  |  |
|  |  |             |             |           |  |              |              |  |  |
|  |  |             |             |           |  |              |              |  |  |
|  |  | Ердівіл (?) | Ердівіл (?) |           |  | Товтивіл (?) | Товтивіл (?) |  |  |